# Ampelu
Ampelu is een bestuurslaag in het regentschap Batang Hari van de provincie Jambi, Indonesië. Ampelu telt 1288 inwoners (volkstelling 2010).